# Portada/article abril 8

## Pablo Ruiz Picasso
Pablo Ruiz Picasso (Màlaga, 25 d'octubre del 1881 – Mogins, 8 d'abril del 1973), conegut com a Pablo Picasso, ja que signava amb el segon cognom, és un dels pintors més reconeguts del segle xx. És conegut, sobretot, per haver fundat el cubisme, juntament amb Georges Braque. Va treballar també la ceràmica, l'escultura amb bronze, el collage, i fins i tot va fer poesia. Va crear més de 20.000 obres al llarg de la seva vida.
Durant el seu recorregut estilístic, Picasso va tocar moviments diversos, com el modernisme, el surrealisme, el cubisme i l'expressionisme, aquest darrer clarament influït per la Guerra Civil espanyola —en la qual es va comprometre amb els republicans— i la Segona Guerra Mundial.